# Neira Ortiz
Neira Maria Ortiz Ruiz (* 6. Juli 1993 in San Juan) ist eine puerto-ricanische Volleyballspielerin.

## Karriere
Ortiz, die Tochter des ehemaligen Basketball-Profis José Ortiz, begann ihre Karriere an der Cupeyville High School. Seit ihrem 14. Lebensjahr spielte sie den Nachwuchs-Nationalmannschaften Puerto Ricos. Sie nahm an NORCECA-Meisterschaften teil und wurde dabei 2008 Vizemeisterin. 2009 spielte sie bei der Juniorinnen-Weltmeisterschaft in Tijuana. Ein Jahr später wurde sie erstmals in die A-Nationalmannschaft berufen.
Von 2011 bis 2014 studierte Ortiz an der Colorado University und spielte in der Universitätsmannschaft Buffs. Anschließend kehrte sie in ihre Heimat zurück, wo sie von 2015 bis 2017 bei Capitalinas de San Juan aktiv war. Bei diesem Verein wechselte die frühere Diagonalangreiferin in den Mittelblock. In der Saison 2017/18 spielte sie in Peru bei Allianza Lima. 2018 nahm sie an der WM in Japan teil. Danach ging sie zum puerto-ricanischen Verein Polluelas de Aibonito. 2019 wurde Ortiz vom deutschen Bundesligisten Rote Raben Vilsbiburg verpflichtet. 2020 wechselte sie nach Ungarn zu Fatum Nyíregyháza.